# Plaça de la Vila (Anglès)
La plaça de la Vila és una plaça d'Anglès inclosa a l'Inventari del Patrimoni Arquitectònic de Catalunya.

## Descripció
La Plaça de la Vila és l'espai més ampli del barri vell. Té una planta irregular i allargassada en pendent cap al Carrer Major. A la Plaça hi convergeixen els antics eixos principals de l'antiga pobla, és a dir, el Carrer Major i les travesseres del Carrer d'Avall. La seva fisonomia actual és fruit sobretot de les reformes dels edificis que la conformen durant del segle xix. Són edificis de dues o tres plantes de tipologia popular, historicista, neoclàssica i modernista. Destaquen en aquest marc Can Pujol i l'Ajuntament.

## Història
Fins a finals del segle xix, la vila d'Anglès no va començar a canviar radicalment la seva estructura urbanística. Els canvis tenen a veure sobretot, encara que no afectin especialment al barri vell, amb la instal·lació de la indústria tèxtil.
L'antiga pobla va començar a créixer a redós del castell dels Cabrera, documentat almenys des de principis del segle xiii. Aprofitant la seguretat que oferia el recinte fortificat, hi construïren la seva residència nombrosos artesans i comerciants, que s'establiren al voltant de seus i institucions com la notaria i la batllia, o de botigues com la gabella, la carnisseria i la fleca, que depenien del senyor del castell. Durant el segle xvi ja estaven formats els carrers d'Avall, el carrer d'Amunt (actual Carrer Major) i el barri del castell. Al llarg del temps la plaça ha rebut diversos noms, com Plaça de la Constitució, de la República, Plaza Nacional i Plaça de la Vila. Originàriament havia estat la plaça d'armes del castell d'Anglès i, fins al 1995, s'hi celebrava cada diumenge el tradicional mercat setmanal instituït pel rei Jaume II el 1294.
El 1887, la Plaça d'Anglès fou la primera de l'Estat Espanyol a disposar d'enllumenat elèctric, a l'hora que s'inaugurava la fàbrica tèxtil dels germans Burés. Al lloc on hi havia restes de l'antiga cisterna del castell, s'hi va construir un aparcament subterrani que va inaugurar-se el 1993.